# Eva Arderius i Campos
Eva Arderius i Campos   (Castellar del Vallès, 19 de maig de 1979) és una periodista catalana, directora de l'Agència Catalana de Notícies des del maig del 2025.
Llicenciada en Periodisme per la Universitat Ramon Llull, va començar la seva carrera a Ràdio Castellar, l'emissora municipal de la seva localitat natal, i posteriorment va treballar a COM Ràdio.
Des del 2001 va treballar a Betevé. Des del 2016 va dirigir i presentar el programa sobre actualitat municipal Bàsics. L'equip d'informatius de Betevé va obtenir el Premi Ciutat de Barcelona de Mitjans de Comunicació 2019 per la cobertura de les mobilitzacions a Barcelona arran de la sentència del judici del procés. Del 2021 al 2024 va ser directora d'informatius de la cadena.
L'any 2020 publicà el llibre Una altra Barcelona, que recull el testimoni de deu persones que protagonitzen històries de lluita veïnal i de denúncia social a la ciutat de Barcelona. És articulista en diversos mitjans com El Periódico de Catalunya, La Vanguardia, The New Barcelona Post, Catalunya Ràdio i TV3.
El maig del 2025 esdevingué la primera directora de l'ACN elegida en un concurs públic.

## Publicacions
- Arderius, Eva. Una altra Barcelona.  Barcelona: Enciclopèdia Catalana, 2020. ISBN 978-84-412-3220-4. OCLC 1235745248.